# Bahía Honda (Cuba)
Bahía Honda é um município de Cuba pertencente à província de Artemisa.